# Władysław II płocki

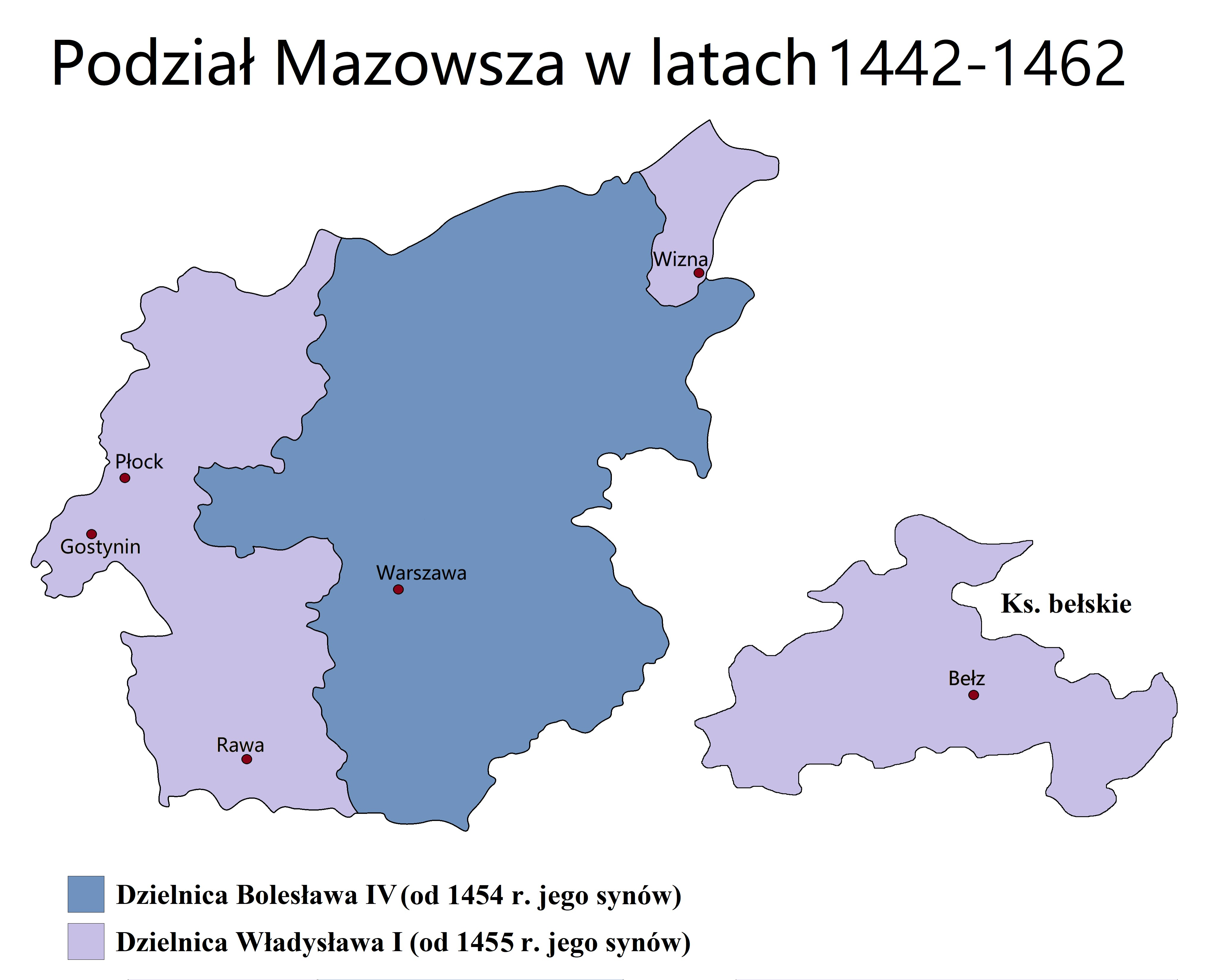
Podział Mazowsza w latach 1442-1462

Władysław II płocki (ur. zap. 1448, zm. 27 lutego 1462) – książę mazowiecki na Płocku, Rawie Mazowieckiej, Bełzie, Płońsku, Zawkrzu i Wiźnie w latach 1455–1462 (do 1459 i w 1462 rządy w jego imieniu sprawowała regencja, w latach 1459–1461 starszy brat Siemowit VI), od 1459 na ziemi gostynińskiej.
Władysław II był młodszym synem księcia płockiego Władysława I i Anny oleśnickiej.
Nie wiadomo kiedy dokładnie się urodził. W każdym razie w chwili śmierci w 1455 r. ojca był jeszcze małoletni i znalazł się pod opieką rady regencyjnej kierowanej przez biskupa płockiego Pawła Giżyckiego i Annę oleśnicką. Regencja formalnie zakończyła swoje rządy w 1459 r., kiedy starszy brat Władysława Siemowit VI osiągnął wiek, który zgodnie z prawem uważano za sprawny do objęcia władzy (na Mazowszu było to 14 lat). W tym samym roku do księstwa młodych Władysławowiczów przyłączono ziemię gostynińską stanowiącą dotąd oprawę wdowią ciotki książąt – Małgorzaty (wdowy po Siemowicie V).
Rządy Siemowita VI trwały tylko do nocy sylwestrowej 1461 na 1462 r., kiedy to starszy syn Władysława I niespodziewanie zmarł. Śmierć brata uczyniła Władysława II jedynym spadkobiercą Mazowsza Płockiego i ziemi bełskiej. Z powodu jego małoletniości rządy przejęła na powrót regencja pod przewodnictwem biskupa. Niestety niespełna dwa miesiące po zgonie brata, śmierć dosięgła także Władysława. Tak nagłe zgony młodych książąt (liczących 16 i 14 lat w chwili śmierci) spowodowało rozszerzanie się pogłosek, że Piastów otruto. Podejrzenia kierowano głównie w kierunku kasztelana sochaczewskiego Gotarda z Rybna, który miał się poczuć obrażony próbą odebrania mu przez książąt jakiejś wsi. Obecnie przyjmuje się jednak, że zgon obu książąt był naturalny, o czym świadczy niepodjęcie tego tematu przez na ogół dobrze poinformowanego o stosunkach panujących na Mazowszu Jana Długosza. Najprawdopodobniej przyczyną śmierci w tak młodym wieku Siemowita i Władysława była dziedziczna choroba tej linii Piastów – gruźlica.
Śmierć Władysława II Płockiego i wymarcie na nim linii książąt mazowieckich wywodzących się od Siemowita IV spowodowała, że Kazimierz Jagiellończyk zgodnie z prawem lennym chciał przyłączyć całość jego władztwa do korony polskiej. Energiczne działania ciotki ostatnich książąt Katarzyny, oraz niechęć możnowładztwa mazowieckiego do zmiany suwerena skłoniła ostatecznie Jagiellona do inkorporacji tylko ziemi bełskiej na Rusi Halickiej, oraz ziem rawskiej i gostynińskiej na Mazowszu Płockim. W 1476 roku dodatkowo inkorporowano do Korony ziemię sochaczewską. Pozostałe terytoria trafiły jeszcze na jakiś czas w ręce książąt mazowieckich linii warszawskiej, pomimo że król zajął zamek płocki i odebrał tam przysięgę płockiej szlachty. Nie potrafił jednak w pokojowy sposób przełamać oporu możnych przywiązanych do lokalnej dynastii piastowskiej, a przymusu militarnego Kazimierz Jagiellończyk wykorzystywać nie zamierzał.